# Torre degli Alberici

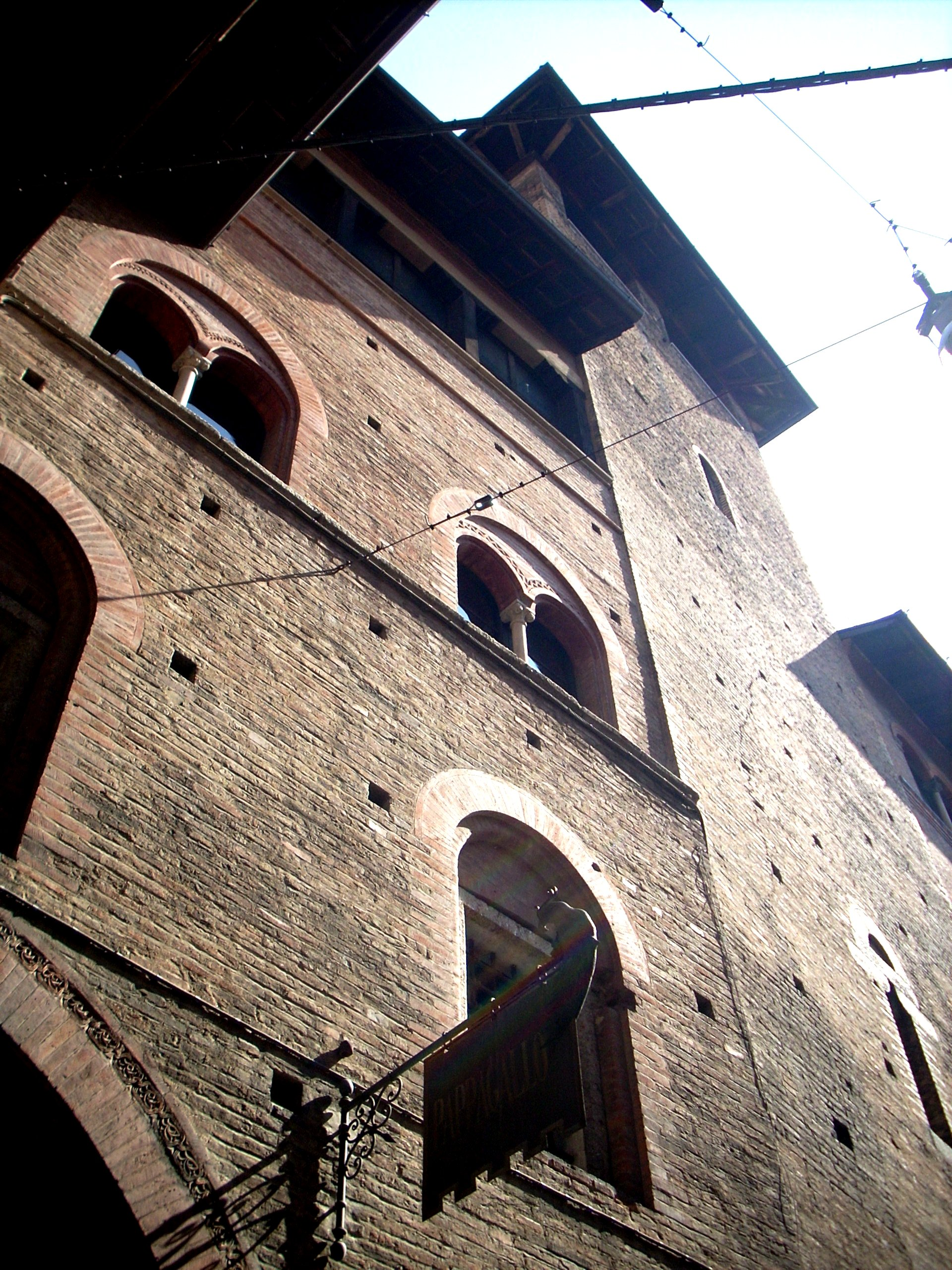
Torre degli Alberici

Die Torre degli Alberici ist einer der etwa 20 Geschlechtertürme in der Stadt Bologna in der italienischen Region Emilia-Romagna.

## Geschichte
Die Familie Alberici ließ den Turm im 12. Jahrhundert erbauen. Er erhebt sich auf der linken Seite des Palazzo della Mercanzia, wo früher das alte Zollhaus stand. Der Turm wurde lange Zeit durch ein später entstandenes Gebäude verdeckt, das 1920 abgerissen wurde, als eine grundlegende Restaurierung am Turm und an den umliegenden Palästen durchgeführt wurde. Im Erdgeschoss des Turms ist eine Werkstatt untergebracht, die als die älteste in Bologna angesehen wird. 1273, in dem Jahr, in der die Werkstatt eingerichtet wurde, wurden die Mauern im ersten Obergeschoss des Turmes dünner gemacht, um mehr Platz zu haben. Die Werkstatt existiert heute noch und wird auch noch betrieben.

## Beschreibung
Der Turm ist heute 27 Meter hoch, aber die Dicke der Mauern lässt eine größere ursprüngliche Höhe vermuten. Vermutlich wurde der Turm im Laufe der Jahrhunderte gekürzt, um sein Gewicht zu senken, damit er stabiler wurde und das Risiko einer Neigung vermindert wurde.
An der Fassade des Turms sieht man Öffnungen, einige davon sind Gerüstlöcher, die auf den Bau des Turms zurückgehen, andere dagegen dienten der Verankerung von Treppen und Böden, die den Turm mit anderen Gebäuden verbinden.